# Salle Wagram

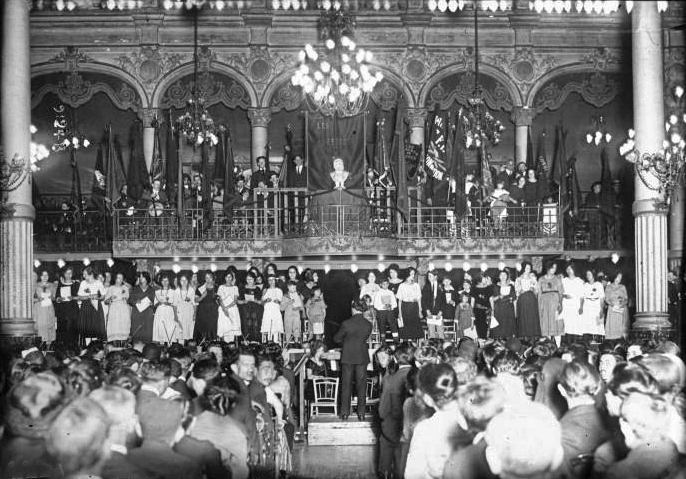
Konzert 1921

Der Salle Wagram ist ein historischer Festsaal im 17. Arrondissement in Paris. Der Saal bietet bei 800 m² Platz für 1300 Personen.

## Geschichte
Am Standort 39–41, Avenue de Wagram, wurde der Saal 1865 eröffnet. Der Architekt Adrien Fleuret konzipierte einen großen Ballsaal mit doppelstöckiger Galerie. Ab 1900 wandelte sich der Saal zu einer vielfältigen Stätte, es fanden nun Tagungen, Messen und sportliche Wettkämpfe statt. Während der deutschen Besetzung fand 1942 die NS-Propagandaausstellung „Bolschewismus gegen Europa“ (Le Bolchevisme contre l’Europe) statt. Ab 1950 wurden zahlreiche Aufnahmen der klassischen Musik hier eingespielt. 1981 wurde das Gebäude zu einem Monument historique erklärt.
Seit einer Renovierung 2009 wird der Saal als vielseitige Location eingesetzt, es finden Konzerte (Rock, Pop, Jazz, Klassik), Tagungen, DJ-Partys, Messen und Sportveranstaltungen statt. Im Untergeschoss wurde ein zweiter, schmuckloserer Saal eröffnet, welcher 700 Personen fasst.
Wegen der Schließung des Lido fand die Verleihung der Globes de cristal 2019 erstmals in der Salle Wagram statt.